# سوکوووو (شهرستان وژشنگا)
سوکووُوو (به لهستانی:  Sokołowo) یک روستا در لهستان است که در گمینا وژشنیا واقع شده‌است. سوکووُوو ۱٬۰۰۷ نفر جمعیت دارد.